# John Wengraf
John Wengraf, né à Vienne (Autriche-Hongrie) le 23 avril 1897 et mort à Santa Barbara (Californie) le 4 mai 1974, est un acteur autrichien ayant exercé aux États-Unis.

## Filmographie
- 1942 : Jordan le révolté (Lucky Jordan) de Frank Tuttle
- 1943 : Sahara de Zoltan Korda
- 1944 : U-Boat Prisoner de Lew Landers
- 1944 : Âmes russes (Song of Russia) de Gregory Ratoff et László Benedek
- 1946 : Demain viendra toujours
- 1949 : Le Faiseur
- 1950 : Meurtre sans faire-part
- 1951 : La Belle du Montana (Belle Le Grand) d'Allan Dwan
- 1952 : L'Affaire Cicéron
- 1953 : Sous les tropiques (Tropic Zone)  réalisé par Lewis R. Foster
- 1953 : Appelez-moi Madame
- 1953 : Vol sur Tanger (Flight to Tangier) : Kalferez
- 1953 : French Line
- 1954 : La Sirène de Bâton Rouge (The Gambler from Natchez)
- 1955 : Le Cercle infernal
- 1956 : Ne dites jamais adieu
- 1957 : Ma femme a des complexes
- 1957 : Orgueil et Passion
- 1957 : Valerie de Gerd Oswald
- 1958 : Le Retour de Dracula
- 1961 : Jugement à Nuremberg
- 1962 : La Vie privée d'Hitler
- 1963 : Pas de lauriers pour les tueurs (The Prize) de Mark Robson (rôle du docteur Eckart)
- 1965 : La Nef des fous (Ship of Fools) de Stanley Kramer